# Hu Heping

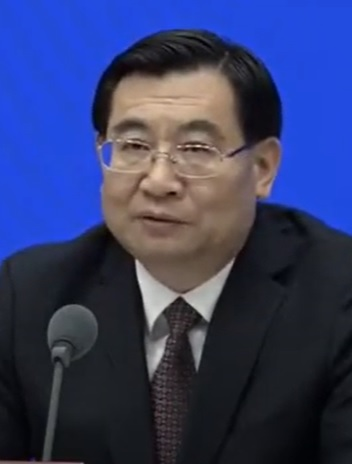
Hu Heping (28. August 2019)

Hu Heping (chinesisch 胡和平, Pinyin Hú Hépíng; * 24. Oktober 1962 in Linyi, Shandong) ist ein Politiker der Kommunistischen Partei Chinas (KPCh) in der Volksrepublik China, der unter anderem von 2016 bis 2018 Gouverneur von Shaanxi und ab 2020 Minister für Kultur und Tourismus im Staatsrat der Volksrepublik China war. Im Dezember 2023 wurde er durch Sun Yeli ersetzt.

## Leben
Hu Heping, der zum Han-Volk gehört, begann nach dem Schulbesuch 1980 ein Studium an der Abteilung Wasserbau der Tsinghua-Universität wurde 1982 Mitglied der Kommunistischen Partei Chinas (KPCh). Neben darauffolgenden beruflichen absolvierte er auch ein postgraduales Studium an der Abteilung Wasserbau der Tsinghua-Universität, das er 1990 mit einem Master beendete. Daneben begann er 1992 ein Studium der Ingenieurwissenschaften an der Universität Tokio und war nach dessen Abschluss zwischen 1995 und 1996 Mitarbeiter des japanischen Instituts für neue Architektur. Nach seiner Rückkehr wurde er 1996 wieder Mitarbeiter der Tsinghua-Universität und war zunächst stellvertretender Lehrstuhlinhaber für Hydrotechnik und übernahm er zusätzlich den Posten des Human Resource Managers der Universität. Er fungierte zwischen 2006 und 2007 als Vizepräsident der Tsinghua-Universität und war zugleich von 2006 bis 2008 geschäftsführender stellvertretender Sekretär des Parteikomitees der Tsinghua-Universität. 2008 wurde er schließlich Nachfolger von Chen Xi als Sekretär des Parteikomitees der Tsinghua-Universität und bekleidete diese Funktion bis 2013, woraufhin Chen Xu seine dortige Nachfolgerin wurde. Auf dem 18. Parteitag der KPCh (8. bis 14. November 2012) Kandidat des Zentralkomitee der Kommunistischen Partei Chinas (ZK der KPCh) und hatte diese Funktion bis 2017 inne. Er fungierte als Nachfolger von Cai Qi zwischen 2013 und seiner Ablösung durch Liao Guoxun 2015 als Direktor der Organisationsabteilung des Parteikomitees der Provinz Zhejiang und war zeitgleich in Personalunion auch Präsident der Parteischule dieser Provinz. Daraufhin fungierte er zwischen 2015 und 2017 als stellvertretender Sekretär des Parteikomitees der Provinz Shaanxi.
Als Nachfolger von Lou Qinjian übernahm Hu am 1. April 2016 zunächst kommissarisch sowie ab dem 27. April 2016 den Posten als Gouverneure von Shaanxi und behielt dieses Amt bis zum 4. Januar 2018, woraufhin Liu Guozhong seine Nachfolge antrat. Auf dem 19. Parteitag der KPCh (18. bis 25. Oktober 2017) wurde er Mitglied des ZK der KPCh sowie am 29. Oktober 2017 wiederum als Nachfolger von Lou Qinjian Sekretär des Parteikomitees der Provinz Shaanxi und verblieb in dieser Funktion bis ihn ebenfalls Liu Guozhong am 31. Juli 2020 ablöste.
Seit dem 11. August 2020 ist Hu Heping als Nachfolger von Luo Shugang als Minister für Kultur und Tourismus im Staatsrat der Volksrepublik China.